# Am Stadtwaldsee (Uni-Wildnis)
Am Stadtwaldsee (Uni-Wildnis) ist der Name eines Naturschutzgebietes im Ortsteil Lehe des Stadtteils Horn-Lehe der Stadtgemeinde Bremen.

## Allgemeines
Das Naturschutzgebiet ist 11,4 Hektar groß. Es ist im Naturschutzbuch der Stadtgemeinde Bremen unter der Nummer 11 eingetragen. Das Gebiet steht seit dem 16. März 1991 unter Naturschutz. Zuständige Naturschutzbehörde ist die Senatorin für Umwelt, Klima und Wissenschaft.

## Beschreibung
Das Schutzgebiet liegt südlich der A 27 zwischen dem Stadtwald, einem Campingplatz im Osten sowie einem weiteren Campingplatz und dem Stadtwaldsee im Westen. Das Gebiet entstand, als im Zuge der Sandgewinnung für den Bau der Universität Bremen und den Ausbau der Bundesautobahn 27 der Stadtwaldsee ausgehoben wurde. Das heutige Schutzgebiet war dabei Teil einer Fläche, die der Ablagerung von Abraum diente und in den Folgejahren sich selbst überlassen wurde. Es handelt sich also um ein typisches Sekundärbiotop. Zu Beginn der 1980er-Jahre wurde ein Teil des Gebietes mit einem Ringgraben umgeben. Dieser Bereich wurde am 16. März 1991 offiziell unter Naturschutz gestellt. Im Schutzgebiet befinden sich mehrere Teiche.
Das Gebiet gehört der Universität Bremen. Zuständige Naturschutzbehörde ist der Senator für Umwelt, Bau und Verkehr. Die Pflege obliegt dem Verein „Freunde der Uniwildnis“, der sämtliche Maßnahmen über Mitgliedsbeiträge und Spenden finanziert. Insbesondere die Nähe zum intensiv genutzten Stadtwaldsee machen regelmäßige Müllbeseitigungen erforderlich.
Gemäß den Schutzbestimmungen der Naturschutzgebietsverordnung sind zahlreiche Nutzungen des Gebietes zur Vermeidung von Eingriffen untersagt, etwa offenes Feuer oder die Entnahme von Pflanzen.